# Église Saint-Nicolas de Pefkákia
Pour les articles homonymes, voir Église Saint-Nicolas.
L'église Saint-Nicolas (grec moderne : Εκκλησία Αγίου Νικολάου) est une église orthodoxe située dans le quartier de Pefkákia, à Athènes, en Grèce. Elle est dédiée à Nicolas de Myre.
L'église est construite au cours de la période entre 1889 et 1895. Elle remplace une église de taille plus modeste construite en 1887. Les plans de l'église sont conçus par Gerásimos Metaxás, puis, après sa mort en 1890, son fils Anastásios Metaxás poursuit les travaux. La première pierre de l'édifice est posée par le prince Nicolas, qui dédie l'église à son homonyme, Nicolas de Myre.
L'église est située dans la partie orientale du centre-ville d'Athènes, plus précisément au niveau de la rue Asklipioú, à proximité de la colline du Lycabette. Elle est de forme cruciforme et possède un dôme de grande taille, ainsi que deux clochers,.